# Народний дім (Бурштин)
Будинок культури ім. Т. Шевченка (народна назва — «Білий дім») — перший громадський культурний заклад міста, зачатки свої бере з 1908 року, коли й постала знана в окрузі хата-читальня «Просвіти», яка тепер переросла в народний будинок культури.
Колишня Велика синагога, 1908 р.